# 7160 Tokunaga
7160 Tokunaga eller 1981 UQ29 är en asteroid i huvudbältet som upptäcktes den 24 oktober 1981 av den amerikanska astronomen Schelte J. Bus vid Siding Spring-observatoriet. Den är uppkallad efter den amerikanske astronomen Alan T. Tokunaga.
Asteroiden har en diameter på ungefär 5 kilometer.